# Vedat Erbay
Vedat Erbay (* 16. Juni 1967) ist ein türkischer Bogenschütze.
Der aus Antalya stammende Erbay trat bei zwei Olympischen Spielen an. 1988 in Seoul wurde er im Einzel 22. und mit der Mannschaft 14.; 1992 in Barcelona schnitt er als Einzel-50. und dem Verpassen der Mannschafts-K.-o.-Runde als 20. noch schlechter ab.
Erday startet für den Hacettepe Sports Club und wurde 2008 Europameister mit dem klassischen Bogen.